# Tony Bettenhausen
 Melvin E. "Tony" Bettenhausen  és un pilot estatunidenc de curses automobilístiques nascut el 12 de setembre del 1916 a Tinley Park, Illinois.
Bettenhausen va córrer a la Champ Car a les temporades 1941 i 1946-1961 incloent-hi la cursa de les 500 milles d'Indianapolis dels anys 1946-1948 i 1950-1960.
Bettenhausen va morir el 12 de maig del 1961 a Indianapolis, Indiana en un accident mentre provava el monoplaça de Paul Russo per la cursa.

## Resultats a la Indy 500
| Any    | Cotxe  | Sortida | Vel. mitja | Ranking | Final  | Voltes | V. Líder | Retirat           |
| ------ | ------ | ------- | ---------- | ------- | ------ | ------ | -------- | ----------------- |
| 1946   | 42     | 26      | 123.094    | 13      | 20     | 47     | 0        | Motor             |
| 1947   | 29     | 25      | 120.980    | 17      | 18     | 79     | 0        | Accelerador       |
| 1948   | 6      | 22      | 126.396    | 10      | 14     | 167    | 0        | Embragatge        |
| 1950   | 14     | 8       | 130.947    | 16      | 31     | 30     | 0        | Rodes             |
| 1951   | 5      | 9       | 131.950    | 30      | 9      | 178    | 0        | Virolla           |
| 1952   | 27     | 30      | 135.384    | 17      | 24     | 93     | 0        | Cotxe parat       |
| 1953   | 98     | 6       | 136.024    | 20      | 9      | 196    | 0        | Accident          |
| 1954   | 10     | 21      | 138.275    | 19      | 29     | 105    | 0        | Coixinet          |
| 1955   | 10     | 2       | 139.985    | 13      | 2      | 200    | 0        | Va acabar         |
| 1956   | 99     | 5       | 144.602    | 5       | 22     | 160    | 0        | Accident          |
| 1957   | 27     | 22      | 142.439    | 9       | 15     | 195    | 0        | Final per bandera |
| 1958   | 33     | 9       | 143.919    | 10      | 4      | 200    | 24       | Va acabar         |
| 1959   | 1      | 15      | 142.721    | 18      | 4      | 200    | 0        | Va acabar         |
| 1960   | 2      | 18      | 145.214    | 9       | 23     | 125    | 0        | Motor             |
| Totals | Totals | Totals  | Totals     | Totals  | Totals | 1975   | 24       |                   |

| Sortides     | 14 |
| Poles        | 0  |
| Voltes líder | 24 |
| Victòries    | 0  |
| Top 5        | 3  |
| Top 10       | 5  |
| Retirat      | 10 |

## A la F1
El Gran Premi d'Indianapolis 500 va formar part del calendari del campionat del món de la Fórmula 1 entre les temporades 1950 a la 1960.
Els pilots que competien a la Indy durant aquests anys també eren comptabilitzats pel campionat de la F1.
Tony Bettenhausen va participar en totes aquestes curses de F1 (del 1950 al 1960), debutant al Gran Premi d'Indianapolis 500 del 1950.

### Palmarès a la F1
- Participacions: 11
- Poles: 0
- Voltes Ràpides: 0
- Victòries: 0
- Podiums: 1
- Punts vàlids per la F1: 11